# Menhir de Steinkjer
Le menhir de Steinkjer est un menhir situé près de Steinkjer, dans le Trøndelag, en Norvège.

## Situation
Le monolithe se dresse dans l'ancienne municipalité de Stod, à environ onze kilomètres au nord-est de Steinkjer ; il se trouve à proximité de la route Fv763.

## Description
Le menhir se présente comme un obélisque mesurant environ 4 m de hauteur pour 0,40 m de largeur.